# Deutsche Floorball-Kleinfeldmeisterschaft 2011
Die Deutsche Unihockey-Kleinfeldmeisterschaft 2011 wurde am 25. und 26. Juni 2011 in Kamen in Nordrhein-Westfalen ausgespielt. Acht Mannschaften hatten sich zuvor für die Finalrunde qualifiziert und spielten in zunächst zwei Vorrundengruppen um den Einzug in das Halbfinale. Im Finale gewann der TSV Berkersheim mit 3:1 gegen den SSC Hochdahl.

## Vorrunde

### Gruppe A
| Verein             | Sp | S | U | N | +  | -  | Pkt |
| ------------------ | -- | - | - | - | -- | -- | --- |
| TSV Berkersheim    | 3  | 2 | 0 | 1 | 24 | 14 | 6   |
| TV Südkamen        | 3  | 2 | 0 | 1 | 20 | 11 | 6   |
| SG Siems/Tetenbüll | 3  | 2 | 0 | 1 | 17 | 13 | 6   |
| UHC Berlin         | 3  | 0 | 0 | 3 | 9  | 32 | 0   |

| TV Südkamen | 6 | – | 5 | TSV Berkersheim | 25. Juni 2011 |  |

| SG Siems/Tetenbüll | 8 | – | 4 | UHC Berlin | 25. Juni 2011 |  |

| TV Südkamen | 2 | – | 5 | SG Siems/Tetenbüll | 25. Juni 2011 |  |

| TSV Berkersheim | 12 | – | 4 | UHC Berlin | 25. Juni 2011 |  |

| TSV Berkersheim | 7 | – | 4 | SG Siems/Tetenbüll | 25. Juni 2011 |  |

| UHC Berlin | 1 | – | 12 | TV Südkamen | 25. Juni 2011 |  |

### Gruppe B
| Verein          | Sp | S | U | N | +  | -  | Pkt |
| --------------- | -- | - | - | - | -- | -- | --- |
| SSC Hochdahl    | 3  | 2 | 0 | 1 | 21 | 10 | 6   |
| VfL Kaufering   | 3  | 2 | 0 | 1 | 22 | 19 | 6   |
| TuS Bloherfelde | 3  | 2 | 0 | 1 | 18 | 23 | 6   |
| USV Halle       | 3  | 0 | 0 | 3 | 18 | 27 | 0   |

| SSC Hochdahl | 7 | – | 2 | USV Halle | 25. Juni 2011 |  |

| TuS Bloherfelde | 7 | – | 5 | VfL Kaufering | 25. Juni 2011 |  |

| SSC Hochdahl | 10 | – | 2 | TuS Bloherfelde | 25. Juni 2011 |  |

| USV Halle | 8 | – | 11 | VfL Kaufering | 25. Juni 2011 |  |

| USV Halle | 8 | – | 9 | TuS Bloherfelde | 25. Juni 2011 |  |

| VfL Kaufering | 6 | – | 4 | SSC Hochdahl | 25. Juni 2011 |  |

## Platzierungsspiele

### Spiel um Platz 7
| UHC Berlin | 1 | – | 9 | USV Halle | 26. Juni 2011 |  |

### Spiel um Platz 5
| SG Siems/Tetenbüll | 6 | – | 7 | TuS Bloherfelde | 26. Juni 2011 |  |

## Finalrunde

### Halbfinale
| TSV Berkersheim | 6 | – | 2 | VfL Kaufering | 26. Juni 2011 |  |

| TV Südkamen | 6 | – | 8 | SSC Hochdahl | 26. Juni 2011 |  |

### Kleines Finale
| VfL Kaufering | 6 | – n. V. | 5 | TV Südkamen | 26. Juni 2011 |  |

### Finale
| TSV Berkersheim | 3 | – | 1 | SSC Hochdahl | 26. Juni 2011 |  |

## Endplatzierungen
| Kleinfeldmeisterschaft 2011 | Kleinfeldmeisterschaft 2011 |
| --------------------------- | --------------------------- |
| Platz 1                     | TSV Berkersheim             |
| Platz 2                     | SSC Hochdahl                |
| Platz 3                     | VfL Kaufering               |
| Platz 4                     | TV Südkamen                 |
| Platz 5                     | TuS Bloherfelde             |
| Platz 6                     | SG Siems/Tetenbüll          |
| Platz 7                     | USV Halle                   |
| Platz 8                     | UHC Berlin                  |